# Šahovska zveza Slovenije
Šahovska zveza Slovenije (kratica ŠZS) je krovna športna organizacija na področju šaha v Sloveniji. Formalno je zveza: "... prostovoljno, samostojno, nepridobitno in nepolitično združenje šahovskih društev in klubov za razvoj in napredek šaha." Šahovska zveza Slovenije je članica FIDE in Mednarodne dopisne šahovske zveze (ICCF). Zveza je pravna naslednica Slovenske šahovske zveze, ustanovljene v Ljubljani 2. junija 1935 ter obnovljene 28. aprila 1946 kot Šahovski odbor Slovenije in 8. oktobra 1948 kot Šahovska zveza Slovenije.
Zveza organizira tekmovanja v različnih domačih ligah, državna in pokalna tekmovanja ter izbira slovensko olimpijsko reprezentanco. 

## Predsedniki
- Dušan Mes (2023—)
- Milan Brglez (2019—2022)
- Tomaž Subotič (2011—2018)
- Milan Kneževič (1981—2011)
- Ljuban Jakše (1970—1981)
- Jože Pavličič (1963—1970)
- Edo Turnher (1946—1963)
- Anton Bajec (1940—1941)
- Ciril Vidmar (1938—1940)
- Anton Kozina (1935—1938)

Častni predsedniki
- Milan Kneževič od leta 2011
- Milan Vidmar od leta 1935